# Aire urbaine de Vierzon
L'aire urbaine de Vierzon est une aire urbaine française centrée sur l'unité urbaine de Vierzon. Composée de onze communes du Cher, elle comptait 35 676 habitants en 2013.

## Composition selon la délimitation de 2010
| Nom                       | Code Insee | Statut | Superficie (km2) | Population (dernière pop. légale) | Densité (hab./km2) |
| ------------------------- | ---------- | ------ | ---------------- | --------------------------------- | ------------------ |
| Vierzon (siège)           | 18279      |        | 74,5             | 25 254 (2022)                     | 339                |
| Brinay                    | 18036      |        | 29,48            | 507 (2022)                        | 17                 |
| Dampierre-en-Graçay       | 18085      |        | 9,38             | 248 (2022)                        | 26                 |
| Genouilly                 | 18100      |        | 34,66            | 666 (2022)                        | 19                 |
| Massay                    | 18140      |        | 47,94            | 1 347 (2022)                      | 28                 |
| Méreau                    | 18148      |        | 18,65            | 2 649 (2022)                      | 142                |
| Méry-sur-Cher             | 18150      |        | 20,91            | 710 (2022)                        | 34                 |
| Saint-Georges-sur-la-Prée | 18210      |        | 22,83            | 595 (2022)                        | 26                 |
| Saint-Hilaire-de-Court    | 18214      |        | 11,75            | 595 (2022)                        | 51                 |
| Saint-Laurent             | 18219      |        | 38,72            | 511 (2022)                        | 13                 |
| Thénioux                  | 18263      |        | 18,33            | 666 (2022)                        | 36                 |

### Évolution de la composition
- 1999 : 11 communes, dont 3 appartiennent au pôle urbain
- 2010 : 11 communes, dont 3 appartiennent au pôle urbain
  - Genouilly ajoutée à la couronne (+1)
  - Orçay devient une commune multipolarisée (-1)

## Caractéristiques en 1999
D'après la définition qu'en donne l'INSEE, l'aire urbaine de Vierzon est composée de 11 communes, situées dans le Cher et en Loir-et-Cher. Ses 38 525 habitants font d'elle la 170e aire urbaine de France.
Le pôle urbain est constitué de 3 communes.
Le tableau suivant détaille la répartition de l'aire urbaine sur les départements (les pourcentages s'entendent en proportion du département) :
| Département  | Communes | Communes (%) | Superficie (km²) | Superficie (%) | Population (1999) | Population (%) |
| ------------ | -------- | ------------ | ---------------- | -------------- | ----------------- | -------------- |
| Cher         | 10       | 3,4          | 278,64           | 3,9            | 38 268            | 12,2           |
| Loir-et-Cher | 1        | 0,3          | 18,75            | 0,3            | 257               | 0,1            |